# Товарообменные операции
Товарообменные операции — отдельный класс операций на внешнем рынке (см. внешняя торговля), характерной особенностью которых является то, что в едином внешнеторговом документе (контракте) стороны берут взаимные обязательства по поставке товаров, услуг, выполнению работ.

## Разновидности товарообменных операций

### Бартер
Под бартером понимается безвалютный, сбалансированный по стоимости обмен товарами. В соответствии с бартерным контрактом каждая сторона является одновременно и экспортёром и импортёром.

### Встречные закупки
Вид операции, предусматривающей обязательство экспортёров в счёт выручки за поставляемый товар осуществить закупку товаров у импортёра (или под его контролем) на условиях, содержащихся в контракте.

### Операции с давальческим сырьём
Представляют собой переработку иностранного сырья с уплатой за переработку исходным сырьём или продукцией переработки. В прессе данный вид товарообменных операций получил название толлинг.

### Выкуп устаревшей продукции
Операция, предусматривающая зачёт остаточной цены изделия в цене нового. Фирма-производитель соответствующего вида продукции (автомобили, компьютеры и др.) осуществляет продажу новой продукции и одновременно выкуп своей аналогичной продукции, бывшей в употреблении, по остаточной стоимости. Стоимость выкупаемой продукции зачитывается в стоимости новой продукции

### Компенсационные операции
Компенсационные операции предполагают поставку товаров, например, оборудования с оплатой продукцией, выпущенной с помощью поставляемого оборудования.
Примеры крупномасштабных компенсационных соглашений:
- Сделка «Газ-трубы». Крупнейший контракт XX века между Советским Союзом и Западной Европой, в соответствии с которым в Советский Союз поставлялись трубы большого диаметра и оборудование для освоения газовых месторождений Западной Сибири. Оплата поставок производилась газом, добытым на освоенных месторождениях.
- Контракт между Советским Союзом и Финляндией о строительстве Костомукшского горно-обогатительного комбината в Карелии. Оплата комбината, построенного финской стороной осуществляется поставкой окатышей, произведённых на предприятии.

Другой пример компенсационных соглашений, особенно в торговле оружием, — офсетные сделки.